# Pierre Jacques Forestier
Pierre Jacques Forestier, né le 30 juillet 1739 à Vichy (généralité de Moulins, actuel département de l'Allier), mort le 31 mai 1823 à Genève (Suisse), est un homme politique de la Révolution française. 

## Biographie
Il est le fils de Jean Baptiste Forestier, procureur du roi au grenier à sel de Vichy et d'Antoinette Desbrest, d'une famille de marchands de Cusset. Sa sœur Geneviève est la mère de François Givois.

### Mandat à la Convention
La monarchie constitutionnelle, mise en application par la constitution du 3 septembre 1791, prend fin à l'issue de la journée du 10 août 1792 : les bataillons de fédérés bretons et marseillais et les insurgés des faubourgs de Paris prennent le palais des Tuileries. Louis XVI est suspendu et incarcéré, avec sa famille, à la tour du Temple. 
En septembre 1792, Pierre Jacques Forestier, alors procureur-syndic du district de Cusset, est élu député du département de l'Allier, le cinquième sur sept, à la Convention nationale.
Il siège sur les bancs de la Montagne. Lors du procès de Louis XVI, il vote « la mort dans les vingt-quatre heures » et rejette l'appel au peuple et le sursis à l'exécution de la peine. Le 13 avril 1793, il est absent lors du scrutin sur la mise en accusation de Jean-Paul Marat. Le 28 mai, il vote contre le rétablissement de la Commission des Douze. 
Le 8 mars 1793, Pierre Jacques Forestier est envoyé aux côtés de Philippe Rühl (département du Bas-Rhin) auprès de la section des Tuileries. Le 9 mars, il est envoyé en mission, aux côtés de Charles-Benoît Fauvre-Labrunerie (député du Cher), dans les départements de l'Allier et du Cher, afin d'y accélérer la levée en masse. 
Après la chute de Robespierre, sous la Convention thermidorienne, Pierre Jacques Forestier siège parmi les derniers Montagnards. Le 5 prairial an III (le 24 mai 1795), sur motion de Joseph Sevestre (député d'Ille-et-Vilaine), il est décrété d'arrestation pour avoir soutenu l'insurrection du 1er prairial an III (20 mai 1795). Il est amnistié à l'issue de la clôture de la Convention. 
Forestier est visé par la loi du 12 janvier 1816 contre les députés régicides et les soutiens aux Cent-Jours. Il s'exile en Suisse où il meurt.

## Sources
1. ↑  Aulard, François-Alphonse (1849-1928), « Recueil des actes du Comité de salut public, avec la correspondance officielle des représentants en mission et le registre du conseil exécutif provisoire. Tome 2 » , sur https://gallica.bnf.fr, 1889 (consulté le 3 août 2025)
2. ↑  Aulard, François-Alphonse (1849-1928), « Recueil des actes du Comité de salut public, avec la correspondance officielle des représentants en mission et le registre du conseil exécutif provisoire. Tome 2 » , sur https://gallica.bnf.fr, 1889 (consulté le 3 août 2025)
3. ↑  Françoise Brunel, « Les derniers Montagnards et l'unité révolutionnaire », Annales historiques de la Révolution française, vol. 229, no 1,‎ 1977, p. 385–404 (DOI 10.3406/ahrf.1977.1009, lire en ligne, consulté le 3 août 2025)
4. ↑  Gazette nationale ou le Moniteur universel n°250, « Convention nationale, séance du 5 prairial (24 mai) » , sur https://gallica.bnf.fr, 10 prairial an 3 (29 mai 1795) (consulté le 3 août 2025)

- « Pierre Jacques Forestier », dans Adolphe Robert et Gaston Cougny, Dictionnaire des parlementaires français, Edgar Bourloton, 1889-1891 [détail de l’édition]